# Сан-Джованни-Суэрджу
Сан-Джованни-Суэрджу (итал. San Giovanni Suergiu) — коммуна в Италии, располагается в регионе Сардиния, подчиняется административному центру Южная Сардиния.
Население составляет 5 966 человек (30-06-2019), плотность населения составляет 82,44 чел./км². Занимает площадь 72,37 км². Почтовый индекс — 9010. Телефонный код — 0781.
Покровителем населённого пункта считается святой Иоанн Креститель. Праздник ежегодно празднуется 24 июня.